# Mein Vogtland – mei Haamet
Mein Vogtland – mei Haamet ist das siebzehnte Studioalbum der deutschen Sängerin Stefanie Hertel, das im April 2016 erschien.

## Entstehung und Veröffentlichung
Die Erstveröffentlichung von Mein Vogtland – mei Haamet erfolgte am 15. April 2016 bei Telamo. Das Album erschien in seiner Originalausführung als CD, Download und Streaming mit 17 Titeln (Katalognummer: 405380430558). Es erschien zudem auch als Videoalbum in DVD-Ausführung.
Geschrieben wurden die Lieder von verschiedenen, wechselnden Autoren, wobei man auch auf sogenannte Traditionals zurückgriff. Hertel selbst ist beim Schreibprozess von sechs Titeln beteiligt gewesen. Den Titel Der schönste Dialekt schrieb sie dabei gemeinsam mit ihrem Ehemann, dem österreichischen Rockmusiker Leopold Lanner. Für die Produktion aller Lieder zeichneten Manu Stix und Volker Schlott (Holly Schlott) verantwortlich, die auch Koautoren des Liedes Erdäpfelkuhng sind.
Stefanie Hertel interpretierte mehrere Lieder zusammen mit ihrem Vater Eberhard Hertel. Plau'n bleibt Plau'n interpretierte sie zusammen mit dem Komiker Olaf Schubert.
In Zusammenarbeit mit dem MDR entstand eine 90-minütige Sendung im Rahmen Hertels eigener Fernsehsendung Stefanie Hertel.

## Titelliste
Die auf dem Album enthaltenen Titel sind Volkslieder aus dem Vogtland, der Heimatregion der Interpretin Stefanie Hertel. So interpretiert sie unter anderem Stücke von Hilmar Mückenberger (Mei Vogtland is doch wunnerschee), Anton Günther (Wu de Walder haamlich rauschen, Feierobnd-Lied) und Max Schreyer (Vugelbeerbaam).
| Nr. | Titel                                                                             | Autor(en)                                  | Produzent(en)             | Länge |
| --- | --------------------------------------------------------------------------------- | ------------------------------------------ | ------------------------- | ----- |
| 1.  | Haamet (mit DirndlRockBand)                                                       | Stefanie Hertel                            | Manu Stix, Volker Schlott | 3:54  |
| 2.  | Von Hundsgrün nach Schneckengrün                                                  | Stefanie Hertel, Volker Schlott            | Manu Stix, Volker Schlott | 2:35  |
| 3.  | Erdäpfelkuhng                                                                     | Manu Stix, Stefanie Hertel, Volker Schlott | Manu Stix, Volker Schlott | 3:03  |
| 4.  | Mei Vogtland is doch wunnerschee                                                  | Hilmar Mückenberger                        | Manu Stix, Volker Schlott | 3:19  |
| 5.  | Bing bing bing bing (ich bi e Vogtländer) / Der Zipfelsgörg (mit Eberhard Hertel) | Hilmar Mückenberger                        | Manu Stix, Volker Schlott | 3:17  |
| 6.  | 'S Annel mit'n Kannel                                                             | Anton Günther                              | Manu Stix, Volker Schlott | 2:49  |
| 7.  | Nackete Maadle (mit DirndlRockBand)                                               | Traditional, Stefanie Hertel               | Manu Stix, Volker Schlott | 3:20  |
| 8.  | Wu de Walder haamlich rauschen                                                    | Anton Günther                              | Manu Stix, Volker Schlott | 3:15  |
| 9.  | 's agebrüt'te Hühnerei (1986) (Gedicht aus Das lustige Neideitel Buch)            | Stefanie Hertel                            | Manu Stix, Volker Schlott | 0:59  |
| 10. | Is dös a sches Eckl                                                               | Traditional, Friedrich Glier               | Manu Stix, Volker Schlott | 2:16  |
| 11. | Vugelbeerbaam                                                                     | Traditional, Max Schreyer                  | Manu Stix, Volker Schlott | 3:21  |
| 12. | Vogtlandheimat traut und schön                                                    | Otto Schüler, Hugo Herold                  | Manu Stix, Volker Schlott | 3:31  |
| 13. | Zen Schnäderedäng (mit Eberhard Hertel)                                           | Hilmar Mückenberger                        | Manu Stix, Volker Schlott | 2:47  |
| 14. | Plau'n bleibt Plau'n (mit Olaf Schubert)                                          | Hilmar Mückenberger                        | Manu Stix, Volker Schlott | 3:30  |
| 15. | Wu is den schäner                                                                 | Hilmar Mückenberger                        | Manu Stix, Volker Schlott | 3:00  |
| 16. | Feierobnd-Lied (mit Eberhard Hertel)                                              | Anton Günther                              | Manu Stix, Volker Schlott | 5:13  |
| 17. | Der schönste Dialekt                                                              | Stefanie Hertel, Leopold Lanner            | Hubert Molander           | 2:46  |

## Chartplatzierungen
Mein Vogtland – mei Haamet stieg am 22. April 2016 auf Rang 99 der deutschen Albumcharts ein, was gleichzeitig die beste Platzierung war, und trat nach einer Woche wieder aus den Charts aus.
| ChartsChartplatzierungen | Höchstplatzierung | Wochen |
| ------------------------ | ----------------- | ------ |
| Deutschland (GfK)        | 99 (1 Wo.)        | 1      |